# 鈴木美教
鈴木 美教（すずき みのり、1994年9月17日 - ）は、静岡県河津町出身の女子競輪選手。日本競輪学校（当時。以下、競輪学校）第112期生。登録地は静岡県で日本競輪選手会静岡支部所属、ホームバンクは伊東温泉競輪場。

## 経歴
小学校から大学までの10年間、バスケットボールに打ち込む。東京女子体育大学在学中に両親の知人の競輪関係者からガールズサマーキャンプへの参加を打診され、そこでガールズケイリンの存在を知る。両親の知人の紹介で梶原亜湖に弟子入り（現在は師弟関係を解消している）。
2016年1月15日、競輪学校第112回適性試験に合格したため、大学は中退。在校成績は5位（28勝）。また、卒業記念レースは2着・3着・5着・2着だった。
2017年7月18日、千葉競輪場でデビュー。デビュー戦で初勝利を挙げ、その翌日・翌々日とも1着となり、同期の太田りゆに続いて6人目となるデビュー戦で初優勝かつ完全優勝を果たした（500m走路では史上初）。同年は12月末までの半年間で34戦23勝、優勝6回を数えた。
2018年は、デビューから着実に勝利を積み重ねたことで、特別レースであるガールズケイリンコレクションには2018年松山ステージ（3月）にて112期生では最初に選出され、結果5着。さらに、同年1月に行われた平塚ステージ（5月）出場権をかけた松戸競輪場でのトライアルレースで決勝2着に入り、優勝した太田りゆとともに出場権を獲得、平塚ステージでは3着入賞。7月の松戸競輪場でのガールズケイリンフェスティバルでは予選2レースをともに3着としたが予選敗退となった。8月のガールズケイリンコレクションいわき平ステージにおける出場選手を決める「ガールズケイリン総選挙」では17位となり当初は補欠にも入らなかったが、小林優香と加瀬加奈子の欠場、山本レナ引退により順位が繰り上がったため滑り込みで2日目（8月16日）アルテミス賞レースへの出場が決まった（結果2着）。そして、同年のガールズグランプリトライアル（小倉競輪場）終了（11月22日）時点で獲得賞金が1,297万6,000円となり、地元・静岡県（静岡競輪場）で開催される同年のガールズグランプリ2018に、トライアルレースで優勝した同期の梅川風子とともに獲得賞金ランキング5位で112期生として初のグランプリ選出を果たした。グランプリでは結果7着だったが、最終的に同年の獲得賞金額は1,330万8,000円で第6位であった。
2019年は序盤に落車があり長期欠場したことや、累積違反点数によりあっせんが止められたこともあって前年ほどの活躍はできなかったが、2020年は3月のガールズケイリンコレクション福井ステージで選出され6着。また、5月開催予定の静岡ステージ出場権を賭けた1月のトライアルレースで決勝2着となり静岡ステージ出場を決めたが、当初は日本選手権競輪の開催中止によりコレクションも中止となったものの、9月の共同通信社杯競輪最終日に開催地でありホームバンクでもある伊東温泉にて伊東温泉ステージが代替開催されることとなり、同ステージ出場予定選手として選出された。
2021年は11月のガールズグランプリトライアル直前の時点で獲得賞金ランキング7位（1,391万6,400円）につけており年末のグランプリ出場の可能性もあったが、そのグランプリトライアル初日予選１で落車し左鎖骨を粉砕骨折するなど大怪我を負う。その後しばらく欠場が続いたが、2022年1月よりレースに復帰している。
2024年2月21日、西武園FII（ミッドナイト）で完全優勝し、通算300勝を達成。ガールズケイリンでは通算12人目（表彰対象は通算7人目）の記録。デビューから6年7か月3日（デビューの日を含まない）での達成であり、のち3月14日に伊東温泉競輪場で開幕したGIII「大阪・関西万博協賛競輪」での開会式で、選手宣誓のあと300勝達成報告会（表彰式とは別）が併せて行われたほか、表彰式が6月1日に伊東温泉競輪場にて行われた。